# نابنط أنداماني
نابنط أندماني (الاسم العلمي:Nepenthes andamana) هو نوع غير مؤكد من النباتات يتبع جنس النابنط من الفصيلة النابنطية. سمي هذا النوع نسبةً إلى جزر أندامان في الهند.